# Alfred Lubelski
Alfred Lubelski (ur. 1880 w Warszawie, zm. 11 stycznia 1923 w Paryżu) – polski lekarz, kompozytor i artysta kabaretowy, piosenkarz.

## Życiorys
Ukończył warszawskie XIII Gimnazjum Męskie, a następnie uczył się medycyny w Berlinie i w Paryżu. W czasie studiów w Paryżu występował jako piosenkarz w kabaretach paryskich oraz w polskiej Oberży Pieśniarskiej. Był specjalistą dermatologiem. Pod koniec 1908 przyjechał do Warszawy. W grudniu 1908 roku zaczął pełnić funkcję kierownika muzycznego warszawskiego kabaretu Momus a później, po odejściu Arnolda Szyfmana w 1910 roku, był jego dyrektorem. Po raz ostatni wystąpił w Momusie 3 marca 1911 roku. W 1914 wystąpił w jedynym swoim filmie Wróg tanga. W czasie I wojny światowej był lekarzem szpitala wojskowego w Breguet, który był aneksem głównego szpitala wojskowego w Paryżu (Val-de-Grâce).
Jeden z najpopularniejszych artystów piosenkarzy w Warszawie na początku XX wieku.
Jako pierwszy w Polsce śpiewał Dymek z papierosa z muzyką Gustave Goubliera. Piosenkę tę przywiózł Lubelski z Paryża i dał do tłumaczenia Lucjanowi Konarskiemu, jednak wydał ją bez jego nazwiska. Wynikła z tego sprawa sądowa, którą Lubelski przegrał, po czym zrzekł się całości zysku z wydawnictwa. Śpiewał także Biały pokoik, Kolanka i Szaloną noc.

## Życie prywatne
Był wnukiem lekarza sztabowego w czasie wojen napoleońskich Filipa Lubelskiego i bratem rzeźbiarza Mieczysława Lubelskiego, w rodzinie znany był też jako Fredek.